# Perifere nervesystem
Det perifere nervesystem (PNS) er den forbindelse der er mellem centralnervesystemet og den øvrige del af kroppen. 
Det periferere nervesystem er opbygget af autonome, sensoriske og motoriske neuroner.
PNS består af 12 par hjernenerver og 31 par spinalnerver.